# Democrazia etnica
La democrazia etnica è una forma di governo democratica in cui un gruppo etnico-religioso e il suo punto di vista predomina nettamente anche se sono garantiti i diritti civili e politici a tutti. In questa forma di governo sia gli appartenenti al gruppo etnico predominante, sia le minoranze sono in grado di partecipare al processo politico di formulazione delle decisioni e in questo si differenzia dalla etnocrazia, nella quale il diritto di voto può essere limitato ad un gruppo etnico solo (Herrenvolk).
Il termine "democrazia etnica" fu introdotto dal sociologo Sammy Smooha dell'Università di Haifa in un libro pubblicato nel 1989.

## Modello di democrazia etnica secondo Smooha
Smooha definisce 8 passaggi fondamentali nella formazione di una democrazia etnica:
1. Il nazionalismo etnico identifica i principi dello stato con i valori propri del gruppo etnico predominante (non necessariamente per numero di persone);
2. Lo stato identifica l'adesione al gruppo etnico con la cittadinanza;
3. Lo stato diventa controllato da quel gruppo etnico;
4. Lo stato è una delle forze principali che mobilita il gruppo etnico;
5. Individui non concordi con il gruppo etnico predominante non sono in grado di ottenere diritti civili o politici completi o risulta molto difficoltoso.
6. Lo stato permette ai gruppi etnici minoritari di formare organizzazioni parlamentari ed extraparlamentari e, benché minoritarie, diventano organizzazioni molto attive, complice la differenza di diritti fra i gruppi etnici;
7. Lo stato percepisce questi gruppi come minacce.
8. Lo stato impone forme di controllo su questi gruppi.

Smooha definisce anche 10 condizioni che possono portare allo stabilirsi di una democrazia etnica:
1. Il gruppo etnico predominante costituisce una solida maggioranza numerica.
2. Il gruppo etnico predominante è l'etnia numericamente più grande, anche se non è maggioritaria.
3. Il gruppo etnico predominante è fortemente legato alla democrazia (es. è il gruppo che l'ha instaurata).
4. Il gruppo etnico predominante è un gruppo indigeno.
5. Le minoranze etniche sono alloctone.
6. I gruppi etnici minoritari sono frammentati in molti gruppi.
7. Il gruppo etnico predominante ha subito un fenomeno di Diaspora.
8. Le terre d'origine dei gruppi etnici sono coinvolte.
9. C'è un interesse internazionale sulla vicenda.
10. C'è stata una transizione da un regime non democratico.

## Applicazione del modello
Il modello è stato applicato dai ricercatori a numerosi stati, con vari livelli di corrispondenza.

### Israele
Sammy Smooha ritiene che Israele possa essere considerato come l'archetipo della democrazia etnica.

### Lettonia ed Estonia
Gli studiosi si dividono sulla classificazione della Lettonia e dell'Estonia, spaziando dalla liberaldemocrazia
 alla democrazia etnica all'etnocrazia. Priit Järve, Senior Analyst allo European Centre for Minority Issues, ha applicato il modello di Smooha sull'Estonia e sostiene che essa sia a metà strada fra una democrazia etnica e un sistema di controllo di polizia.

### Slovacchia
Il nazionalismo slovacco affonda le sue radici nella lingua e nell'etnia. Smooha scrive:
(Smooha , S. The model of ethnic democracy, European Centre for Minority Issues, ECMI Working Paper # 13, 2001, pp 64-70.)